# Carl Jacob von Quanten
Carl Jacob von Quanten, född 11 juli 1734, död 25 december 1789, var en svensk adelsman och militär.

## Biografi
Carl Jacob von Quanten var son till kaptenen Fredrik von Quanten och Elisabeth von Wallwijk. Han hade en äldre bror som avled späd och två yngre syskon som överlevde spädbarnsåren. Fadern drunknade när han var nio, och han antogs snart som kabinettspage vid hovet. 
Carl Jacob von Quanten var i tjänst i Frankrike 1756–1759, kornett vid Skånska kavalleriregementet 1759, blev löjtnant 1760, major och överstelöjtnant i Braunschweigska hästgardet 1763 och åter i fransk tjänst 1771–1773 då han tog avsked. Han grundade fideikommisset Quanteburg (Quanteborg) i Dalsland 1778. 
Carl Jacob von Quanten var en god amatörmusiker och spelade både flöjt och violin. Han var en av Kungliga Musikaliska Akademiens stiftare den 7 december 1771 och innehar nummer 6 i dess matrikel.
von Quanten var gift med friherrinnan Charlotta Magdalena von Scheiding, och fick med henne sex barn.